# Piotr Przydział

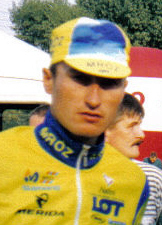
Piotr Przydział (2007)

Piotr Przydział (* 15. Mai 1974 in Sędziszów Małopolski) ist ein ehemaliger polnischer Radrennfahrer.
Piotr Przydział fuhr 1999 für die Mannschaft Mróz und gewann jeweils eine Etappe bei der Friedensfahrt und bei der Portugal-Rundfahrt. Zum Jahr 2000 wechselte er zu MAT-Ceresit CCC, wo er die Gesamtwertung der Polen-Rundfahrt für sich entscheiden konnte. Im selben Jahr startete er bei den Olympischen Spielen in Sydney im Straßenrennen und belegte Platz 57. 2001 gewann er die beiden Eintagesrennen Grand Prix Weltour und Wyscig Kuriera Lubelskiego i Startu, die Gesamtwertung der Baltyk-Karkonosze-Tour und wurde polnischer Zeitfahrmeister. In der Saison 2003 gewann er wie auch 2004 eine Etappe und die Gesamtwertung bei Szlakiem Grodów Piastowskich und wurde nationaler Meister im Straßenrennen. 2005 wechselte Przydział zu DHL-Auhtor, gewann dort den Grand Prix Kooperativa und wurde noch im selben Jahr wegen EPO-Dopings für acht Monate gesperrt, nachdem er bei der Internationalen Friedensfahrt positiv getestet worden war. Nach seiner Sperre unterschrieb er 2007 einen Vertrag bei dem Continental Team Dynatek. 2008 beendete er seine Sportkarriere.

## Erfolge
1999
- eine Etappe Friedensfahrt
- eine Etappe Portugal-Rundfahrt

2000
- Gesamtwertung Polen-Rundfahrt

2001
- Grand Prix Weltour
- Wyscig Kuriera Lubelskiego i Startu
- Gesamtwertung Baltyk-Karkonosze-Tour
- Polnischer Meister – Einzelzeitfahren

2003
- eine Etappe und Gesamtwertung Szlakiem Grodów Piastowskich
- Polnischer Meister – Straßenrennen

2004
- eine Etappe und Gesamtwertung Szlakiem Grodów Piastowskich
- Miedzynarodowy 3-cio Majow Wyscig Kolarski

2005
- Grand Prix Kooperativa

## Teams
- 1996 PEK

- 1999 Mróz
- 2000 MAT-Ceresit CCC
- 2001 CCC Mat
- 2002–2003 CCC-Polsat
- 2004 HOOP CCC-Polsat
- 2005 DHL-Author
- 2007 Dynatek
- 2008 Passage Cycling Team